# 坂本英三

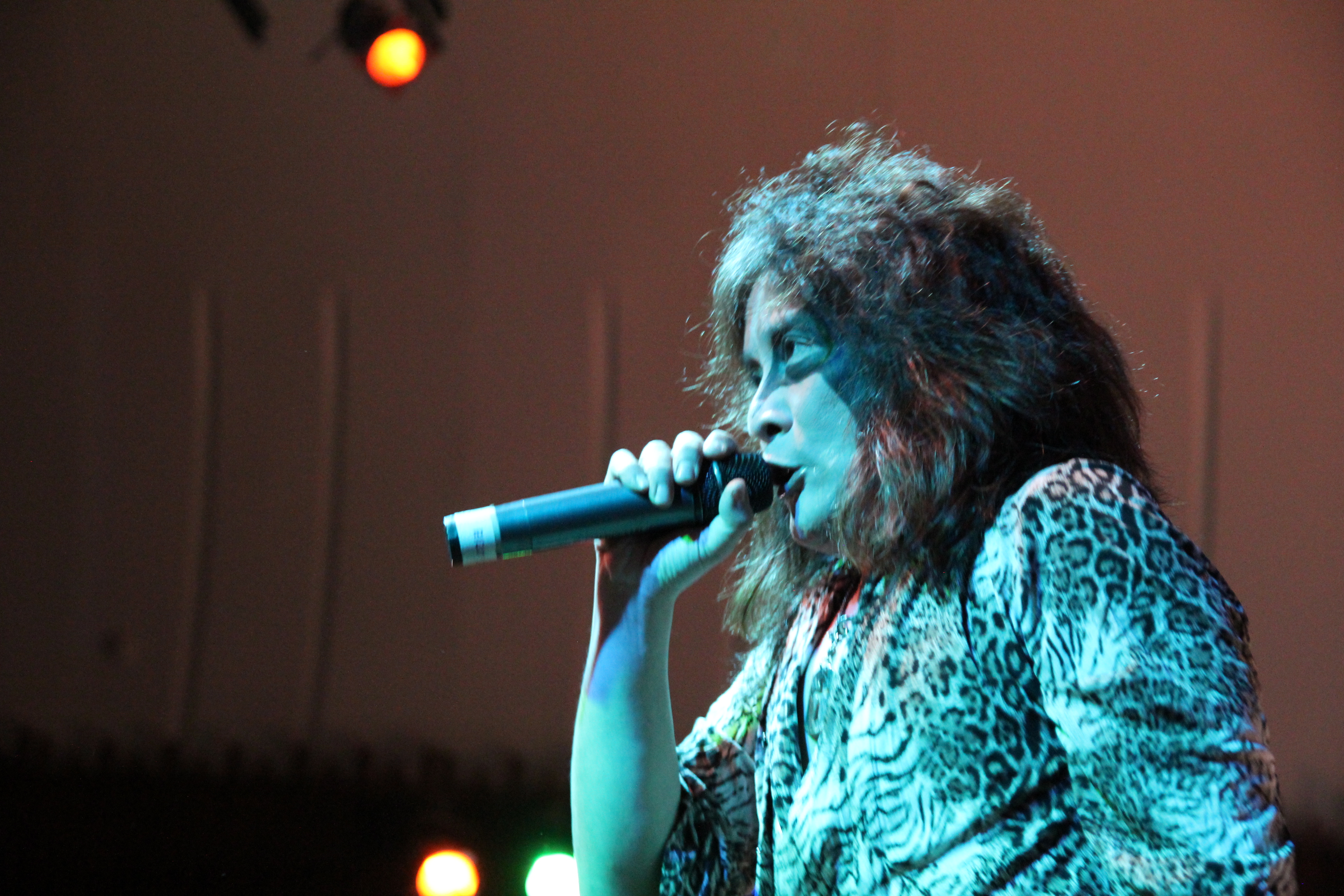
坂本 英三

坂本 英三（さかもと えいぞう、1964年2月23日 - ）は、日本の歌手・作詞家・作曲家。兵庫県西宮市生まれ、東京都府中市出身。日大二高卒業、日本大学文理学部社会学科中退。
さかもとえいぞう、EIZO Japan名義としても活動中である。

## 略歴
- 1985年以前：RESONANCE、SEE THROUGH（藤本泰司らと結成）のボーカルとして活動。
- 1985年：アンセムに加入、メジャーデビュー。
- 1987年：アンセム脱退。
- 1988年：練馬マッチョマン結成。タクシー運転手を兼業し、仮歌などセミプロ歌手としての活動を主に務める。
- 1996年：アニメタルにボーカルとして参加。ヘヴィメタルの演奏でアニメソングを歌い上げる内容のデビューアルバム『アニメタル・マラソン』を発表。
- 1999年：7月、アニメタルが封印（解散）。
- 2000年：水木一郎・影山ヒロノブ・遠藤正明・松本梨香と共にアニメソング歌手のグループ・JAM Projectを結成。
- 2001年：再結成したアンセムに復帰、活動再開したアニメタルにも参加。
- 2003年：JAM Projectでの活動を休止[注 1]。
- 2004年：影山ヒロノブ、遠藤正明、奥井雅美らと ブラジル・サンパウロで開催された「アニメフレンズ 2004」に参加。
- 2006年：10月22日、アニメタルが再封印（再解散）。
- 2007年：1月、日本橋・三越カルチャーサロンにて『魁!シャウト塾』開講。アコースティックギターでの活動 アコギハンサムマンを開始する。
- 2008年：EIZO Sakamotoとして南米ブラジル、アルゼンチン、チリを中心に海外での活動開始。
- 2009年：アニメタルとは別プロジェクトでアニメソングをメタルカバーをするプロジェクトEIZO Japanを開始。
- 2010年：9月17日、活動休止以来8年ぶりにJAM Projectのライブツアー『MAXIMIZER』日本武道館公演1日目に参加。
- 2010年：10月20日、EIZO JapanがFOXTROTよりメジャーデビュー。
- 2011年：EIZO Japanとしてのライブ活動を開始。
- 2013年：アニメタルのオリジナルメンバーの屍忌蛇と哀旋士を結成し、活動開始。
- 2014年：アンセムから再び脱退。
- 2015年：AMG MUSICの講師として勤務する傍ら、「アニソン・ハンター」の企画の一つであるAMG坂本歌劇団を結成する。
- 2016年：11月に声帯の白板症除去の手術を受け半年間のリハビリ[1]。
- 2017年：6月に声帯の完治を自身のFacebookで報告。元JULiCの金城舞子をボーカルに迎え、Sweet Miracleを結成する。
- 2019年：代々木アニメーション学院カリキュラムコーディネーター就任。
- 2021年：8月1日、練馬マッチョマン再始動ライブを静岡県・富士アニマルネストで開催。9月、ANTHEM再結成20周年TOUR「ANTHEMvsANTHEM2001」へ参加決定。
- 2022年：10月、EIZO japan再始動 Vocal: EIZO Sakamoto Guitar: IRON-CHINO Guitar : Kira☆ Bass: Saka-than Drums: Mikawa。
- 2023年：6月、元44MAGNUMの吉川”BAN"裕視、元GargoyleのKENTARO、元Cloud NineのA-JoeとUNCHAINEDを結成。

## 人物
名義については2000年ごろより、ソロ、JAM Project、アニメタルなどの活動を「さかもとえいぞう」、ANTHEMの活動を今まで通り「坂本英三」と表記する。
70年代、80年代のヘヴィメタル・ハードロックだけでなく昭和歌謡にもかなりの愛着を持っており、特に郷ひろみはソロプロジェクトなどで時折カヴァーするなど、深く心酔している。
1987年のANTHEM一度目の脱退後、メガネ店販売員、トラック運転手、タクシー運転手、イメージソング歌手や仮歌歌手などの職業と、「練馬マッチョマン」「インドヴォルクのお店」などのバンド活動を並行して行っていた。このため、普通二種の運転免許を所持している。
東京スクールオブミュージック専門学校、RAMS Professional Educationを経て、2015年よりAMG MUSICの講師として勤務している。元D.T.Rの竹内光雄とは親友で、ソロアルバムなどで時折共演している。
松屋のヘビーユーザーであり、「三食松屋でもかまわない」と公言する。柴田直人も、「松屋全体の売り上げの2パーセントくらいは英三一人でまかなってるんじゃないか」と冗談を言うほどである。

## ディスコグラフィー
ANTHEM、アニメタル、JAM Project、EIZO Japan名義の作品については当該ページを参照

### アルバム
| 発売日         | タイトル                          | 規格品番   | 発売レーベル                     | 備考                       |
| -------------- | --------------------------------- | ---------- | -------------------------------- | -------------------------- |
| 1998年3月21日  | ANOTHER FACE                      | VPCC-81253 | パップ                           | 坂本英三 with 文京楽団名義 |
| 2000年2月23日  | メタル一直線                      | TKCA-71865 | 徳間ジャパンコミュニケーションズ |                            |
| 2002年1月23日  | SHOUT DRUNKER 哀愁                | TKCA-72282 | 徳間ジャパンコミュニケーションズ |                            |
| 2003年11月21日 | メタルハンサムマン                | VPCC-81467 | バップ                           |                            |
| 2006年2月22日  | メタルハンサムマン4 FOREVER YOUNG | INCA-3006  | ターゲット・イノベーション       |                            |
| 2011年2月9日   | さかもとえいぞう ゴールデンヒッツ | BTH-035    | B.T.H.                           |                            |
| 2014年3月8日   | Heavenly Days                     | NCA-3017   | EDITION ONE/TARGET               |                            |
| 2018年11月16日 | さかもとえいぞうVII 赤い山脈      | GLCS-8     | OFFICEグラッセ                   |                            |

### コンピレーション
| 発売日         | タイトル                                                                                                  | 規格品番    | 発売レーベル                 | 収録曲・備考 |
| -------------- | --- | ----------- | ---------------------------- | --- |
| 1989年8月21日  | OVA『力王』オリジナル・サウンドトラック "RIKI-OH ～悲しみの戦士～"                                        | N29C-32     | NEC AVENUE                   | 「ノー・マーシー」（挿入歌） 「哀しみの戦士」（エンディング・テーマ） |
| 1990年04月25日 | OVA『鬼丸 戦場に駆ける五つの青春』                                                                        |             |                              | 「SEE YOU AGAIN」（エンディング・テーマ） |
| 1990年9月21日  | OVA『力王2』オリジナル・サウンドトラック "RIKI-OH 2 ～炎のレクイエム～"                                   | NACL-1006   | NEC AVENUE                   | 「JESUS・JESUS」（挿入歌） 「炎のレクイエム」（エンディング・テーマ） |
| 1991年12月16日 | 高濱祐輔 『Prototype』                                                                                    | CRCR-6028   | 日本クラウン                 | 「Inside Of Mad」 「Affair」 |
| 1993年10月27日 | ヤングジャンプ・イメージ・ミュージック・シリーズ『黄龍の耳』イメージ・アルバム "Keylaw"                   | TACX-2403   | TAURUS RECORDS               | 「愛を信じて」（キロウのテーマ2） 「愛にあふれたい(黄金の龍伝説)」（with キャン・マリー） |
| 1993年10月27日 | ヤングジャンプ・イメージ・ミュージック・シリーズ『俺の空（三四郎編）』イメージ・アルバム "Save The Earth" | TACX-2408   | TAURUS RECORDS               | 「空を見上げて」 |
| 1993年12月20日 | 加瀬竜哉 『Sister Leesa』                                                                                 | TSR-001G    | THIRD STAGE RECORDS          | 「THE SINNER OF LOVE」 「BLOODY SKY, BLOODY CRY」 「MAGIC」 「ROCK THE PLANET」 「DEEP INSIDE OH ! MAMA」 「SARAH -IN LAST X'MAS」 「CHANCE TO SURVIVE」 |
| 1994年3月23日  | ヤングジャンプ・イメージ・ミュージック・シリーズ『孔雀王』イメージ・アルバム "退魔聖伝"                   | TACX-2412   | TAURUS RECORDS               | 「NO DAMAGE」（王仁丸のテーマ） 「RISING SUN」(孔雀のテーマⅢ) |
| 1995年1月7日   | アドベンチャー・ゲーム PERFECT SELECTION "Snatcher Battle"                                                | KICA-1152   | KING RECORDS                 | 「THE PEACEFUL AVENUE」(柴田直人プロジェクト名義) |
| 1995年7月21日  | 冬木軍 "理不尽"                                                                                           | KICS-498    | KING RECORDS                 | 「Shoot It!」（原曲：DAVID LEE ROTH、冬木弘道の入場テーマ） |
| 1997年2月1日   | 全日本プロレス・テーマ・パーフェクトコレクション "Red Corner"                                             | VPCC-81199  | パップ                       | 「Danger Zone」（原曲：KENNY LOGGINS、渕正信の入場テーマ） |
| 1997年2月1日   | 全日本プロレス・テーマ・パーフェクトコレクション "Blue Corner"                                            | VPCC-81200  | パップ                       | 「キック・スタート・マイ・ハート」（原曲：MOTLEY CRUE、JOHNNY ACEのテーマ） 「勇士の叫び」（原曲：KISS、STEVE WILLIAMSのテーマ） |
| 1997年11月1日  | 全日本プロレス 25thアニバーサリー "三冠選手権・テーマ集"                                                  | VPCC-81226  | パップ                       | 「Striker」（三冠王者のイメージ・ソング） 「勇士の叫び」 |
| 1998年9月26日  | Rest In Peace ～THANKS TO COZY～                                                                          | VICP-60487  | VICTOR ENTERTAINMENT         | 「Kill The King」 (原曲：RAINBOW) 「Gates Of Babyｌon」（原曲：RAINBOW） 「Stargazer」（原曲：RAINBOW） |
| 1998年9月26日  | 屍忌蛇 『Stand Proud!』                                                                                   | VICP-60487  | VICTOR ENTERTAINMENT         | 「We Rock」（原曲：DIO） 「THIS IS WAR」（原曲：VANDENBERG） 「KILL THE KING～BARK AT THE MOON～FREEWHEEL～BURNING～LIGHTS OUT～ACES HIGH」（原曲：RAINBOW～OZZY OSBOURNE～JUDAS PRIEST～UFO～IRON MAIDEN） 「WARRIOR」（原曲：RIOT） |
| 1999年3月25日  | ルパン三世 トリビュート・アルバム "You's Explosion"                                                       | VPCC-81286  | バップ                       | 「銭型マーチ」（坂本英三&森川智之名義） |
| 1999年6月30日  | SUPER ROCK★SUMMIT "Rainbow Eyes"                                                                          | POCH-1795   | POLYDOR                      | 「I SURRENDER」（原曲：RAINBOW） 「SPOTLIGHT KID」（原曲：RAINBOW） |
| 1999年10月21日 | HOLY DIO ～Tribute To The Voice Of Metal（日本盤）                                                        | VICP-60848  | VICTOR ENTERTAINMENT         | 「Gates of Babylon」（原曲：RAINBOW） |
| 1999年12月1日  | Hiroya 『Resuscitation』                                                                                  | ARDR-0001   | ALINNOS RECORDS              | 「silent violence」 |
| 2000年7月21日  | JAPANESE HEAVY METAL TRIBUTE 魂（スピリット）                                                             | VPCC-84417  | バップ                       | 「Impact」（原曲：MARINO、JAPAMETAL名義） 「ROCK SHOCK」（原曲：LOUDNESS、JAPAMETAL名義） |
| 2000年11月30日 | 太田カツ 『The Right Brain Revolution』                                                                   | 30MR-CD-028 | MANDRAKE ROOT RECORDS        | 「EYES OF THE FREE WILL」 「BRAINLESS TRAITOR」 |
| 2005年9月14日  | 仮面ライダー轟鬼 写真集付きCD 雷武轟々                                                                    | AVCA-22372  | エイベックス・マーケティング | 「雷武轟々」（仮面ライダー響鬼の音撃戦士・仮面ライダー轟鬼のイメージソング） |
| 2006年2月24日  | ザウス ボーカルコレクション Vol.3                                                                         | XUSE-030    | ザウス                       | 「cry for the sky」（PCゲーム：バルバロイ―BARBAROI― OP） |
| 2008年4月2日   | 44MAGNUM Tribute Album                                                                                    | XNDC-10032  | デンジャー・クルー・レコーズ | 「Street Rock'n Roller」（柴田直人プロジェクト名義） |
| 2010年9月29日  | Syu 『CRYING STARS -STAND PROUD!-』                                                                       | YICQ-10013  | バップ                       | 「Street Lethal」（原曲：RACER X） 「Red Sky」（原曲：M.S.G） |
| 2011年5月25日  | GuitarFreaksXG2&DrumManiaXG2 Original Soundtrack 1st season                                               | LC-2031     | KONAMI                       | 「前髪」(さかもとえいぞう＆劇団レコード名義。作詞とボーカルを担当。） |
| 2012年3月28日  | METAL PARTY NIGHT                                                                                         | YOUTH-158   | ユース                       | （シャウトで参加） |
| 2012年12月12日 | アニメソングカバーセレクション～BATTLE&YELL!!                                                             | UMCA-10013  | ユニバーサルミュージック     | 「めざせポケモンマスター」 「ルパン三世のテーマ」（Team“ Battle ”& Team“Yell”全員参加曲） |
| 2013年9月4日   | Eizo Sakamoto×湯毛×高濱祐輔 『鬼魔威羅』                                                                  | TQCJ-1019   | BounDEE by SSNW              | 「be revived」 「魔訶不思議アドベンチャー!」（原曲：高橋洋樹） 「Get along」（原曲：林原めぐみ&奥井雅美） 「嘆きのロザリオ」（原曲：JAM Project） 「Over The Future」（原曲：可憐Girl's） 「空色デイズ」（原曲：中川翔子） 「SONIC DRIVE」（原曲：影山ヒロノブ&高取ヒデアキ） 「聖闘士神話～ソルジャー・ドリーム～」（原曲：影山ヒロノブ） 「Living Dead」 |
| 2014年6月4日   | 屍忌蛇 『Dual World』                                                                                     | MC-006      | METALLIC CORE                | 「MIRACLE MAN」（原曲：OZZY OSBOURNE) 「WILD FRONTIER」（原曲：GARY MOORE) |

### その他
- ドラメタル（バップ・1997年/坂本英三プロデュース、歌唱は蔵島伸一郎）
- Open Your Heart デモ・ヴァージョン（SONIC ADVENTURE[注 2]）
- ～輝きにつつまれて～(アルプス電気のCMの楽曲[注 3]）
- UNDEAD HEART(怒りのWarriors) （太鼓の達人/坂本英三×高濱祐輔）

## 出演

### テレビ出演
- アニソン・ハンター（2014年 - 2015年、BSフジ）
- 仮面ライダーセイバー（2020年 - 2021年、テレビ朝日） - 聖剣ソードライバー音声 役[7]

### CM
- バブリシャス CMナレーション（2006年）
- ステーキハンバーグ＆サラダバーけん（2012年）
- 日産キューブ ラジオCM「デスメタル子守唄」篇（2012年）
- LEASE WEB CM ※坂下昌宏と共演（2018年）

### 玩具
- 仮面ライダーセイバー DX聖剣ソードライバー（2020年9月） - システム音声
- 仮面ライダーセイバー 変身聖剣 DX土豪剣激土（2020年9月） - システム音声
- 仮面ライダーセイバー バイク変形 DXディアゴスピーディーワンダーライドブック（2020年9月） - システム音声
- 仮面ライダーセイバー 変身聖剣 DX風双剣翠風（2020年10月） - システム音声
- 仮面ライダーセイバー 変身ベルト DX闇黒剣月闇&邪剣カリバードライバー（2020年10月） - システム音声
- 仮面ライダーセイバー トライク変形 DXガトライクフォン（2020年10月） - システム音声
- 仮面ライダーセイバー DXキングエクスカリバー&キングオブアーサーワンダーライドブック（2020年10月） - システム音声
- 仮面ライダーセイバー 変身聖剣 DX音銃剣錫音（2020年11月） - システム音声
- 仮面ライダーセイバー DX火炎剣烈火 サウンドアップデートエディション（2020年11月） - システム音声
- 仮面ライダーセイバー DXドラゴニックブースター&キングライオンブースター（2020年12月） - システム音声
- 仮面ライダーセイバー 変身ベルト DX無銘剣虚無&覇剣ブレードライバー（2021年3月） - システム音声
- 仮面ライダーセイバー DXエモーショナルドラゴンワンダーライドブック（2021年3月） - システム音声
- 仮面ライダーセイバー DX刃王剣クロスセイバー（2021年6月） - システム音声
- 仮面ライダーセイバー 変身聖剣 DX時国剣界時（2021年8月） - システム音声
- 仮面ライダーセイバー DX究極大聖剣 火炎剣烈火・水勢剣流水・雷鳴剣黄雷 エンブレムセット（2022年2月） - システム音声
- 仮面ライダーセイバー DX究極大聖剣 闇黒剣月闇（2023年7月） - システム音声
- 仮面ライダーセイバー DX究極大聖剣 無銘剣虚無（2024年9月） - システム音声